# إيفان بيشيتش (لاعب كرة قدم)
إيفان بيشيتش (بالصربية: Иван Пешић)‏ هو لاعب كرة قدم صربي في مركز الوسط، ولد في 7 يوليو 1989 في تشاتشاك في صربيا. لعب مع ملادوست لوتشاني.

## وصلات خارجية
- إيفان بيشيتش (لاعب كرة قدم) على موقع الاتحاد الأوربي (الإنجليزية)
- إيفان بيشيتش (لاعب كرة قدم) على موقع قاعدة بيانات كرة القدم.إي يو (الإنجليزية)
- إيفان بيشيتش (لاعب كرة قدم) على موقع Soccerbase.com (لاعب) (الإنجليزية)
- إيفان بيشيتش (لاعب كرة قدم) على موقع Soccerway.com (الإنجليزية)